# Vigesimoprimera Enmienda a la Constitución de los Estados Unidos
La Vigesimoprimera Enmienda a la Constitución de los Estados Unidos (Enmienda XXI), derogó la Decimoctava Enmienda, que establecía la Ley seca en los Estados Unidos. Fue ratificada en diciembre de 1933. Es aún la única instancia en que una enmienda ha sido derogada.

## Texto

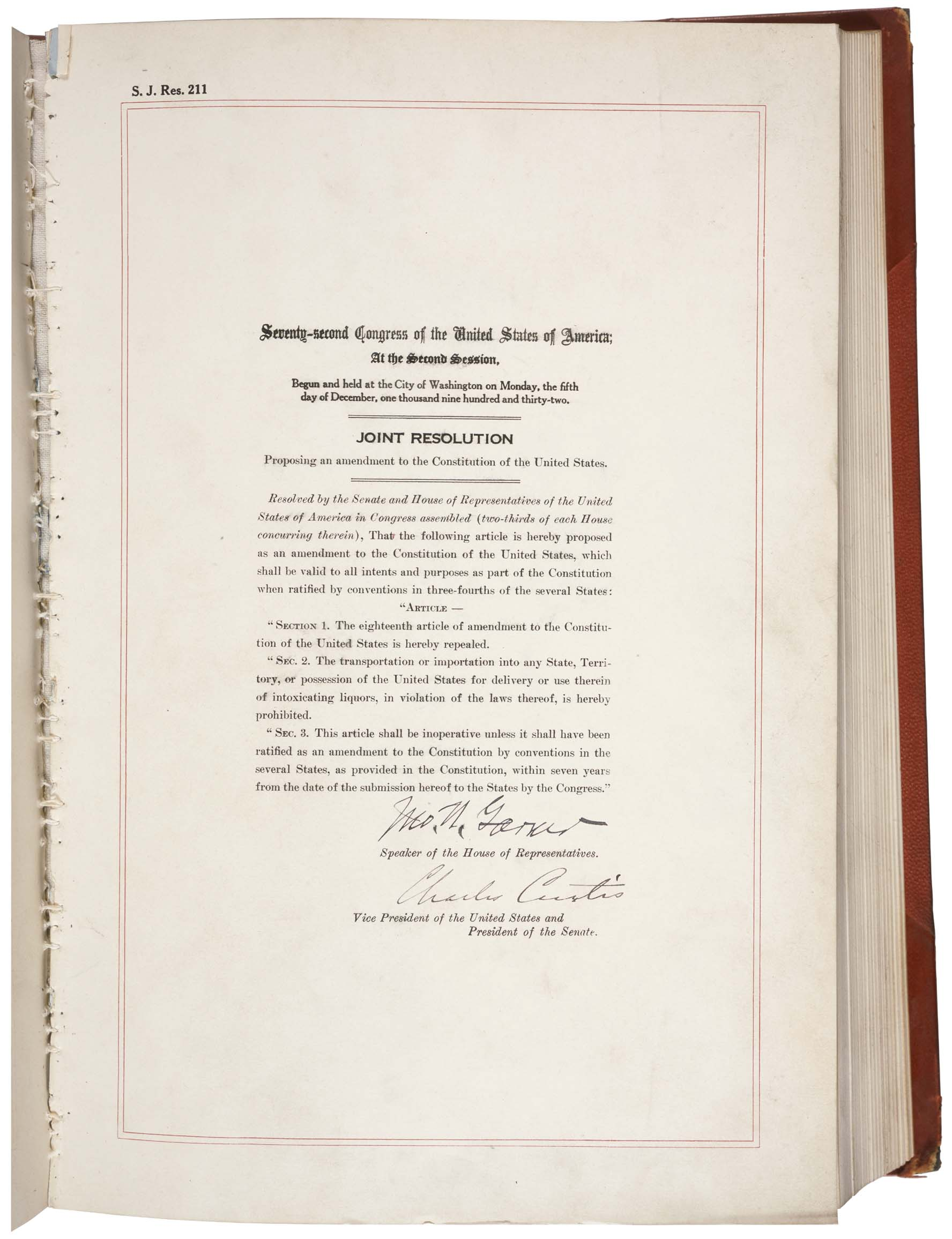
Enmienda XXI

| Section 1. The eighteenth article of amendment to the Constitution of the United States is hereby repealed. | Sección 1. Queda derogado por el presente el decimoctavo de los artículos de enmienda a la Constitución de los Estados Unidos. |
| Section 2. The transportation or importation into any State, Territory, or possession of the United States for delivery or use therein of intoxicating liquors, in violation of the laws thereof, is hereby prohibited.                                                             | Sección 2. Se prohíbe por el presente que se transporte o importen licores embriagantes a cualquier Estado, Territorio o posesión de los Estados Unidos, para ser entregados o utilizados en su interior con violación de sus respectivas leyes.                                                        |
| Section 3. This article shall be inoperative unless it shall have been ratified as an amendment to the Constitution by conventions in the several States, as provided in the Constitution, within seven years from the date of the submission hereof to the States by the Congress. | Sección 3. Este artículo quedará sin efecto a menos que sea ratificado como enmienda a la Constitución por convenciones que se celebrarán en los diversos Estados, en la forma prevista por la Constitución, dentro de los siete años siguientes a la fecha en que el Congreso lo someta a los Estados. |